# Полевой Борис Миколайович
Бори́с Микола́йович Полево́й (рос. Борис Николаевич Полевой, справжнє прізвище Кампов; 17 березня 1908, Москва — 12 липня 1981, Москва) — російський радянський письменник, журналіст, мемуарист, громадський діяч. Герой Соціалістичної Праці (1974).
Головний редактор журналу «Юність» (1962—1981).

## Біографія
Народився 17 березня 1908 року в Москві, в сім'ї юриста і лікаря. В 1913 році сім'я переїхала в Твер, де пройшли його дитинство та юність.
Закінчив у Твері технічне училище та працював на текстильній фабриці. Кар'єру журналіста розпочав у 1928 році, його дуже підтримував Максим Горький.
Б. М. Полевой був військовим журналістом, але славу йому принесла «Повість про справжню людину», яка присвячена подвигу льотчика О. Маресьєва.
Працював в газетах «Тверская деревня», «Тверская правда», «Пролетарская правда», «Смена».
В 1927 році в Твері була видана його перша книга нарисів «Мемуари вошивої людини» — про життя людей «дна». Це єдине видання, підписане іменем Б. Кампов. книга була високо оцінена М. Горьким.
З 1929 року Б. Полевой стає професійним журналістом. В 1939 році в журналі «Октябрь» вийшла перша повість «Гарячий цех», яка принесла йому відомість в літературі.
У роки німецько-радянської війни перебував в армії як кореспондент газети «Правда», в тому числі на Калінінському фронті (1942). Першим написав про подвиг 83-річного селянина Матвія Кузьмича Кузьміна, який повторив подвиг Івана Сусаніна.
Військові враження лягли в основу книг: «Від Бєлгорода до Карпат» (1945), «Повість про справжню людину» (1946), «Ми — радянські люди» (1948), «Золото» (1949—1950). Б. Полевой автор чотирьох книг військових мемуарів «Ці чотири роки». Менш відомі матеріали про його присутність на страті за вироком Нюрнберзького процесу «Врешті-решт» (1969).
З 1961 року і до своєї смерті займав пост голови правління Радянського фонду миру. В 1961—1981 рр. — головний редактор журналу «Юність». В 1974 році Борису Полевому було надано звання Героя Соціалістичної праці. Член бюро Всесвітньої Ради Миру та Президії Радянського комітету захисту миру. З 1967 року він був секретарем правління Союзу письменників СРСР, з 1952 року був віце-президентом Європейського суспільства культури. За свою громадську діяльність письменник був відмічений в 1968 році Золотою медаллю Миру, а також орденами та медалями закордонних країн.
Лауреат Сталінської премії (1947, 1949), Міжнародною премією Миру (1959), почесний громадянин міста Калінін (16.03.1978).
Жив і працював в місті Москва. Помер 12 липня 1981 року. Похований на Новодівочому кладовищі в Москві.

### Творчий шлях письменника
Перша стаття Б. М. Кампова (сім з половиною рядків і без підпису автора) була надрукована в газеті «Тверська правда» в 1922 році, коли він був учнем 6 класу. В ній розповідалось про відвідування їх школи поетом-селянином С. Д. Дрожжиним. Після цього він почав розміщувати в «Тверській правді» інформацію та замальовки з міського життя. Згодом за пропозицією її редактора А. І. Капустіна, Борис Кампов став підписувати свої матеріали псевдонімом «Полевой» (лат. campus означає «поле»).
Після школи Б. М. Полевой закінчив промислово-економічний технікум, у 1926—1928 рр. працював лаборантом, змінним майстром, начальником цеху на каустичному заводі при текстильній фабриці «Пролетарка». Одночасно він співпрацював в тверських газетах та керував фабричною групою робкорів. В 1928 році Б. М. Полевой звільняється з фабрики та переходить на постійну роботу в обласну газету «Зміна». З цього часу і до 1941 року в «Тверській правді», «Тверской деревне», «Зміні» і в журналі «В наші дні» публікуються багато численні кореспонденції, статті, нариси Б. М. Полевого. Молодий журналіст сміло і захоплено взявся за улюблену справу: він був нарисовцем, фельєтоністом, роз'їзним кореспондентом, книжковим оглядачем та театральним критиком. Письменник також бере активну участь і в літературному житті Твері: входить в Тверську асоціацію пролетарських письменників (ТАПП) та «літературну групу».
В 1927 році ТАПП видає першу книгу Б. М. Полевого — збірник публіцистичних новел «Мемуари вошивої людини». Історія народження цієї книги досить незвична: літом 1926 року за завданням редактора «Тверської правди» письменник під виглядом московського «крадія в законі» вживається на 20 днів в тверський злочинний світ з метою написання серії нарисів соціального плану. Але блукання по «дну» раптово вивели його на факти контактів злочинців з керівниками партійно-радянських закладів м. Твер. Результатом виконання цього журналістського завдання були декілька публікацій в «Тверській правді», зняття з високих посад багатьох тодішніх посадових осіб та «Мемуари вошивої людини», які журналісти «Зміни» відправили Максиму Горькому в Італію. У своєму листі-відповіді М.Горький відізвався про «Мемуари…» досить критично, але дав письменнику-початківцю багато цінних порад та рекомендував вчитися. Саме в цій книзі Б. М. Полевой сформулював свій головний творчий принцип «Пишу без вимислу» і продемонстрував добре вміння показувати особливості психології та мислення зображених осіб.
В 1939 році в журналі «Октябрь» вийшла повість Б.Полевого «Гарячий цех», яка була відгуком на розвиток стаханівського руху. Сюжетну основу твору склав реальний життєвий конфлікт, який пов'язаний з перевихованням бригадою Калінінського вагоно-будівельного заводу «тяжкої людини».
В 1941—1945 рр. Б. М. Полевой постійно перебував у армії, з жовтня 1941 року як військовий кореспондент газети «Правда». Пройшовши бойову дорогу від Калініна (Твер) до Берліна і Праги, він написав багато військових нарисів, репортажі, оповідання, які зображали сувору реальність війни та героїзму нашого народу в боротьбі з фашизмом та стали основою книг «Ми — радянські люди» (1948, Державна премія СРСР 1949) та «Сучасники» (1954). Нариси написані в 1941 році безпосередньо на Калінінському фронті, письменник об'єднав в цикл «В ту тяжку зиму».
Б. М. Полевой був не тільки смілим репортером, але й солдатом, який не боявся передової. Він літав на бомбардувальнику далекої дії на бомбування німецьких міст, був під Сталінградом, в партизанських загонах у тилу ворога, на Курській дузі, в Польщі та Карпатах. А в травні 1945 року письменник за завданням командування на літаку «У-2» приземлився на стадіоні в центрі Праги і повідомляє повстанцям про пересування до міста радянських танкових армій. Тут під вогнем німців Б. Полевой спочатку передав в штаб фронту інформацію про обстановку в місті, а потім — статтю в газету «Правда», диктуючи її рядки за замітками, нашвидкуруч зробленими на цигарковій коробці.
Найбільшу письменницьку відомість і славу Б. М. Полевому принесла «Повість про справжню людину», яка булв опублікована в 1946 році в журналі «Октябрь», а 1947 окремим виданням. Її герой — військовий льотчик, лейтенант О. Маресьєв (в повісті — Мересьєв), після ампутації обох ніг знову вернувся в бойовий стрій. В 1947 році «Повість про справжню людину» була відзначена Державною премією СРСР. Вона витримала понад 180 видань на 49 мовах загальним тиражем 9 млн. 745 тис. екземплярів. В 1948 на екрани країни вийшов однойменний кінофільм і в цьому ж році геніальний композитор С. С. Прокоф'єв написав за цим твором оперу, яка була поставлена на сцені Большого театру 1960 року.
Після війни письменник як кореспондент «Правди» довго працював на великих новобудовах — Ангарі, Волго-Доні та Дніпрогесі, де збирав матеріал для роману «На дикому березі» (1962, екранізований 1966), в художній формі розповів про правдиві події та реальних людей — геологів та гідробудівельників. Він також побував в багатьох країнах і присвятив цим поїздкам книги-репортажі «Американські щоденники» (1956, Міжнародна премія миру 1959), «За тридев'ять земель» (1956), «Тридцять тисяч льє по Китаю» (1957) та ін.
Тема війни та героїзму радянських людей займала важливе місце і в наступній творчості Б. М. Полевого — в романах «Золото» (1949—1950, екранізований 1970), «Глибокий тил» (1958), повістях «Лікар Віра» (1966, екранізований 1968), та «Анюта» 1976). Всі ці твори насичені тверськими подіями, географічними та образними реаліями.
6 серпня 1969 року в «Литературной газете» опублікував наклеп, в якому цькував прозаїка Анатолія Кузнецова, який раніше попросив політичного притулку у Великій Британії.
Крім того, з фронтових щоденників, які письменник вів всю війну, виросли документально-публіцистичні книги «В великому наступі» (1967), «Зрештою: Нюрнберзькі щоденники» (1969), «До Берліна — 896 кілометрів» (1971). Біографічна повість «Полководець» (1974) розповідала про життя та діяльність Маршала Радянського Союзу І. С. Конєва, з яким автор був особисто знайомим.
Документальні та художні твори Б. М. Полєвого відрізняються високим патріотизмом, гострим відчуттям часу, затвердженням гуманізму, добра і людської гідності, любов'ю та інтересом до людей праці, поглибленим психологізмом, напруженим сюжетом та живою мовою.